# Momoria grandis
Momoria grandis är en insektsart som beskrevs av Ball 1909. Momoria grandis ingår i släktet Momoria och familjen dvärgstritar. Inga underarter finns listade i Catalogue of Life.